# Nippy Noya

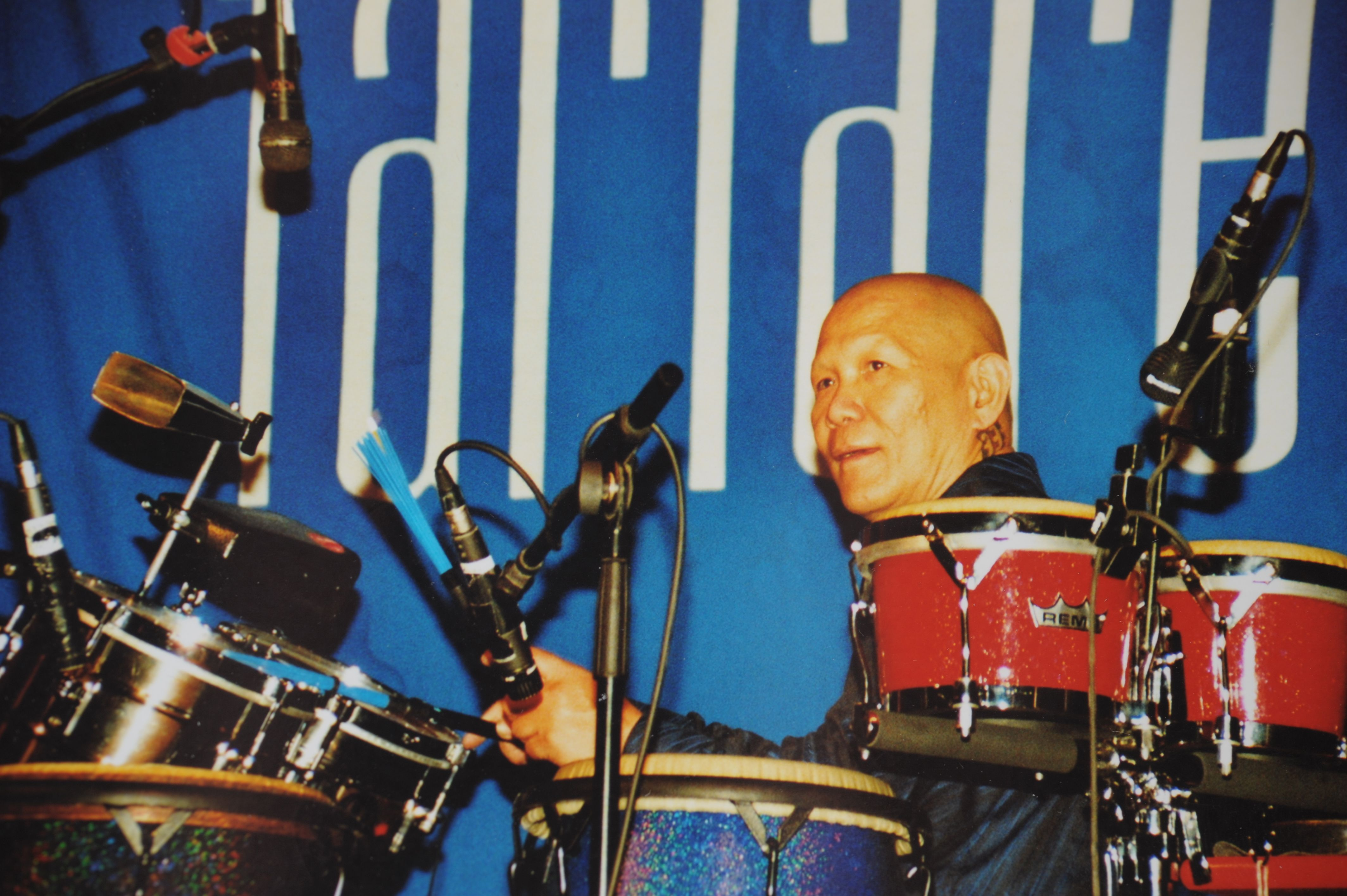
Nippy Noya bei einem Konzert mit Farfarello (2002)

Nippy Noya (* 27. Februar 1946 in Makassar auf Sulawesi, Indonesien) ist ein indonesischer Perkussionist und zählt zu den bekanntesten Conga-Spielern in Europa.

## Leben
Noya wurde als Sohn des japanischen Taiko-Schlagzeugers Fusao Nakato San auf der indonesischen Insel Sulawesi geboren. Bereits im Alter von zehn Jahren begann er, Schlagzeug zu spielen. 1968 kam er nach Europa und lebte zunächst in Amsterdam. Dort begann seine professionelle Karriere als Conga-Spieler. Er wirkte bei zahlreichen holländischen Produktionen mit, u. a. von Jackpot, Group 1850, Earth & Fire, Jan Akkerman und Golden Earring. Mit weiteren molukkenstämmigen Musikern spielte er bei der holländischen Percussion-Rock-Band Massada 1978 und 1979 zwei Alben ein und arbeitete später auch beim Soloprojekt des Massada-Gitarristen Chris Latul mit.
Auf internationaler Ebene wurden vor allem deutsche Jazz- und Fusion-Musiker früh auf Noya aufmerksam. Ab 1977 wirkte er bei Produktionen von Eberhard Schoener, Peter Herbolzheimer, Charly Antolini, und Volker Kriegel mit, 1978 auf Udo Lindenbergs Dröhnland Symphonie. Gemeinsam mit Peter Herbolzheimer begleitete er Lindenberg auch auf dessen Tour 1978/79. Für Eric Burdon, der auf Lindenbergs Tournee sein Comeback feierte, war Noya anschließend genau so tätig wie für Peter Maffay und Johnny Tame oder Volker Lechtenbrink. Zu vielen Musikern hatte Noya langjährige Verbindungen und wirkte über Jahre bei mehreren ihrer Veröffentlichungen mit.
In den 1980er Jahren arbeitete Noya auch häufiger mit Billy Cobham und bei diversen Projekten von Cobhams Bassisten Wolfgang Schmid. Gemeinsam mit Cobham aber auch in anderen Kombinationen wurde Noya Teil der von Pete York organisierten Super Drumming-Events der späten 1980er Jahre. Noya ist außerdem bei diversen christlichen Produktionen jener Jahre zu hören, u. a. auf Alben von Jan Vering und Dieter Falk.
Ab den späten 1980er Jahren wirkte er bei einigen Produktionen der Kelly Family, von Stefan Remmler und Phil Carmen mit. Darüber hinaus unterrichtete er als Privatlehrer den Schlagzeuger Angelo Kelly. 1993/94 gehörte er zur Tourband von Herbert Grönemeyer, wenig später zur Tourband von Ulla Meinecke.
In den Jahren nach 2000 spielte er auf Alben einiger polnischer Jazzmusiker, aber auch auf einem späten Album der Folkband Magna Carta. In der zweiten Hälfte der 2000er war er u. a. auf der Bühne mit der Band Bröselmaschine zu sehen und an Veröffentlichungen von Uli Jon Roth und Trio Farfarello beteiligt.
In den 2010er Jahren trat er mit dem Saxofonisten Benjamin Herman auf, wirkte bei dem John Coltrane- und Pharoah Sanders-Tribute-Projekt KaMa Quartet mit. In jüngerer Vergangenheit war er außerdem Mitglied oder permanenter Gast der Formationen YóBassa, Busch-Werk und Trans//Formation.
Außer seinen favorisierten Instrumenten, den Congas und der Kalimba, beherrscht er Bongos, Campana, Güiro, Cabasa, Shékere, Caxixi, Triangel und das Berimbau. Er ist in der traditionellen Musik Südamerikas ebenso zu Hause wie in der zeitgenössischen Jazz-, Rock- und Popmusik.
Seit 1992 bekleidet Nippy Noya einen Lehrstuhl für Musik am ArtEZ-Konservatorium in Enschede.